# Institute of Management and Information Technology (Suriname)
Het Institute of Management and Information Technology (iMiT) is een hogeronderwijsinstelling in Paramaribo, Suriname. Het werd opgericht in 2011.
De bacheloropleiding Business ICT Management van het instituut is geaccrediteerd door het Nationaal Orgaan voor Accreditatie. De onderwijstaal is Nederlands. Het instituut werkt samen met andere opleidingen in Paramaribo en is gevestigd in de Liberty Mall in Paramaribo.